# Abdoul Niane
Pour les articles homonymes, voir Niane.
Abdoul Khadre Mbaye Niane, né le 20 août 1988 au Sénégal, est un nageur sénégalais. 

## Carrière
Abdoul Niane est médaillé de bronze du 4 x 100 mètres nage libre aux Championnats d'Afrique de natation 2008 à Johannesbourg ainsi qu'aux Championnats d'Afrique de natation 2016 à Bloemfontein. 
Il participe ensuite aux Jeux olympiques de 2016 à Rio de Janeiro, où il est éliminé en séries du 50 mètres nage libre. 
Il remporte la traversée Dakar-Gorée en 2011 et en 2012.